# Pearry Reginald Teo
Pearry Reginald Teo (* 23. Juli 1978 in Singapur; † 9. März 2023 in North Hollywood, Kalifornien) war ein singapurischer Filmregisseur, Drehbuchautor und Filmproduzent. Internationale Bekanntheit erlangte er durch seine Spielfilme The Gene Generation – Der Tod ist nur ein Upgrade, Dracula – Prince of Darkness, The Curse of Sleeping Beauty – Dornröschens Fluch und The Assent.

## Leben und Karriere
Der 1978 geborene Pearry Reginald Teo begann seine Karriere in den 2000er Jahren zuerst als Regisseur, Drehbuchautor und Produzent von Kurzfilmen, von denen Liberata Me, Children of the Arcana und Take Me Somewhere Nice jeweils mit Fesivalpreisen ausgezeichnet wurden. Sein 2007 entstandener erster eigener Spielfilm, die Science-Fiction-Produktion The Gene Generation – Der Tod ist nur ein Upgrade mit Bai Ling, Alec Newman, Parry Shen und Faye Dunaway wurde auf dem San Francisco Indiefest mit dem Grand Jury Award geehrt. Es folgten 2009 und 2011 die beiden Horrorproduktionen Necromentia und Dead Inside. 2013 inszenierte er schließlich den Horrorfilm Dracula – Prince of Darkness mit Luke Roberts, Kelly Wenham und Jon Voight in den Hauptrollen. 2015 entstand unter seiner Regie die Komödie How to Make a Deal with the Devil mit Shannen Doherty. 2016 drehte er die beiden Mysteryfilme The Curse of Sleeping Beauty – Dornröschens Fluch in der Besetzung Ethan Peck, India Eisley, Natalie Hall und Bruce Davison  sowie Ghosthunters. Im Jahr 2019 folgte mit der Filmproduktion The Assent mit Robert Kazinsky in der Hauptrolle ein weiterer Horrorthriller mit ihm als Drehbuchautor und Regisseur.

## Filmografie (Auswahl)

### Filmregisseur
- 2002: Liberata Me (Kurzfilm)
- 2003: Children of the Arcana (Kurzfilm)
- 2004: Take Me Somewhere Nice (Kurzfilm)
- 2007: The Gene Generation – Der Tod ist nur ein Upgrade (The Gene Generation)
- 2009: Necromentia
- 2010: Hexen – Die letzte Schlacht der Templer (Witchville) (Fernsehfilm)
- 2011: Dead Inside
- 2013: Dracula – Prince of Darkness (Dracula: The Dark Prince)
- 2015: How to Make a Deal with the Devil
- 2016: The Curse of Sleeping Beauty – Dornröschens Fluch (The Curse of Sleeping Beauty)
- 2016: Ghosthunters
- 2019: The Assent
- 2021: Fast Vengeance
- 2022: Shadow Master

### Drehbuchautor
- 2002: Liberata Me (Kurzfilm)
- 2003: Children of the Arcana (Kurzfilm)
- 2004: Take Me Somewhere Nice (Kurzfilm)
- 2007: The Gene Generation – Der Tod ist nur ein Upgrade (The Gene Generation)
- 2009: Necromentia
- 2011: Dead Inside
- 2013: Dracula – Prince of Darkness (Dracula: The Dark Prince)
- 2015: Strange Blood
- 2015: How to Make a Deal with the Devil
- 2016: The Curse of Sleeping Beauty – Dornröschens Fluch (The Curse of Sleeping Beauty)
- 2016: Ghosthunters
- 2018: The Ghost Beyond
- 2019: The Assent
- 2021: Fast Vengeance
- 2022: Shadow Master

### Filmproduzent
- 2002: Liberata Me (Kurzfilm)
- 2003: Children of the Arcana (Kurzfilm)
- 2004: Take Me Somewhere Nice (Kurzfilm)
- 2007: The Gene Generation – Der Tod ist nur ein Upgrade (The Gene Generation)
- 2012: Cloud Atlas
- 2014: Tekken: Kazuya’s Revenge
- 2015: Strange Blood
- 2016: The Curse of Sleeping Beauty – Dornröschens Fluch (The Curse of Sleeping Beauty)
- 2017: Bethany
- 2017: Stasis
- 2017: Day of the Dead: Bloodline

## Auszeichnungen (Auswahl)
- 2019: Auszeichnung beim Shockfest Film Festival, US mit dem Festival Award in der Kategorie Best Director für den Spielfilm The Assent